# حسن بن محمد بن أبي الشوارب
أبو محمد الحسن بن محمد بن عبد الملك بن أبي الشوارب محمد بن عبد الله بن أبي عثمان بن عبد الله بن خالد بن أسيد بن أبي العيص بن أمية بن عبد شمس بن عبد مناف القرشي الأموي البصري ابن المُحدث محمد بن عبد الملك بن أبي الشوارب، أموي وأحد العلماء الأجواد. عمل في القضاء مدة من الزمن، أحد رواة الحديث النبوي.
ولي قضاء المعتمد، وقد ناب في قضاء سامراء سنة أربعين ومائتين. كان يضرب بسخائه المثل، وهو من بيت رئاسة وإمرة وعلم، فجدهم عتاب بن أسيد متولي مكة لرسول الله. عن صالح بن دراج الكاتب قال: «كان المعتز يقول ما رأيت أحدا أفضل من الحسن بن أبي الشوارب، ولا أحسن وفاء، ما حدثني قط فكذبني، ولا ائتمنته على سر أو غيره فخانني». روى الحديث عن نحو سليمان بن حرب، وأبي الوليد.

## وفاته
قال محمد بن جرير مات ابن أبي الشوارب بمكة بعد قضاء حجه في ذي الحجة سنة 261 هـ. قال الذهبي: عاش أربعا وخمسين سنة.